# San Francisco 49ers 1976
La stagione 1976 dei San Francisco 49ers è stata la 27ª della franchigia nella National Football League. Il 5 aprile 1976, i 49ers ottennero in uno scambio l'ex vincitore dell'Heisman Trophy Jim Plunkett. In cambio cedettero ai New England Patriots la loro prima scelta del Draft NFL 1976, la scelta del primo giro che avevano ottenuto dagli Houston Oilers, loro scelte dei primi due giri del Draft NFL 1977 e il quarterback Tom Owen.

## Partite

### Stagione regolare
| Turno | Data       | Avversario             | Risultato | Pubblico |
| ----- | ---------- | ---------------------- | --------- | -------- |
| 1     | 12/9/1976  | at Green Bay Packers   | V 26–14   | 54,628   |
| 2     | 19/9/1976  | Chicago Bears          | S 19–12   | 44,158   |
| 3     | 26/9/1976  | at Seattle Seahawks    | V 37–21   | 59,108   |
| 4     | 3/10/1976  | New York Jets          | V 17–6    | 42,691   |
| 5     | 11/10/1976 | at Los Angeles Rams    | V 16–0    | 80,532   |
| 6     | 17/10/1976 | New Orleans Saints     | V 33–3    | 43,160   |
| 7     | 23/10/1976 | Atlanta Falcons        | V 15–0    | 50,240   |
| 8     | 31/10/1976 | at St. Louis Cardinals | S 23–20   | 50,365   |
| 9     | 7/11/1976  | Washington Redskins    | S 24–21   | 56,134   |
| 10    | 14/11/1976 | at Atlanta Falcons     | S 21–16   | 20,058   |
| 11    | 21/11/1976 | Los Angeles Rams       | S 23–3    | 58,573   |
| 12    | 29/11/1976 | Minnesota Vikings      | V 20–16   | 56,775   |
| 13    | 5/12/1976  | at San Diego Chargers  | S 13–7    | 33,539   |
| 14    | 12/12/1976 | New Orleans Saints     | V 27–7    | 42,536   |

## Classifiche
| NFC West            | NFC West | NFC West | NFC West | NFC West | NFC West | NFC West | NFC West | NFC West | NFC West |
|                     | V        | S        | P        | %        | DIV      | CONF     | PF       | PS       | Str.     |
| ------------------- | -------- | -------- | -------- | -------- | -------- | -------- | -------- | -------- | -------- |
| Los Angeles Rams(3) | 10       | 3        | 1        | .750     | 5–1–0    | 8–2–1    | 351      | 190      | V4       |
| San Francisco 49ers | 8        | 6        | 0        | .571     | 4–2      | 5–5      | 270      | 190      | V1       |
| New Orleans Saints  | 4        | 10       | 0        | .286     | 2–5      | 3–8      | 253      | 346      | S3       |
| Atlanta Falcons     | 4        | 10       | 0        | .286     | 2–5      | 4–8      | 172      | 312      | S3       |
| Seattle Seahawks    | 2        | 12       | 0        | .143     | 1–3      | 1–12     | 229      | 429      | S5       |